# Pleurostomelloidea
Pleurostomelloidea, tradicionalmente denominada Pleurostomellacea, es una superfamilia de foraminíferos del suborden  Buliminina y del orden Buliminida. Su rango cronoestratigráfico abarca desde el Aptiense (Cretácico inferior) hasta la Actualidad.

## Discusión
Clasificaciones previas incluían Pleurostomelloidea en el suborden Rotaliina y/o orden Rotaliida.

## Clasificación
Pleurostomelloidea incluye a las siguientes familias:
- Familia Ellipsoidinidae
- Familia Pleurostomellidae